# Luidia quinaria
Luidia quinaria är en sjöstjärneart som beskrevs av von Martens 1865. Luidia quinaria ingår i släktet Luidia och familjen sprödsjöstjärnor.

## Underarter
Arten delas in i följande underarter:
- L. q. quinaria
- L. q. chinensis
- L. q. bispinosa